# Aplazie
Aplazie znamená nevyvinutí orgánu. Následky aplazie vyplývají z chybění nevyvinutého orgánu. V ortopedii aplazie znamená vrozené nevytvoření některé části kostry. Aplazie řadíme mezi malformace.

## Příklady
- Aplasia cutis congenita
- Aplastická anémie
- Radiální aplasie
- Aplasie thymu nacházející se u DiGeorgeova syndromu a která se také přirozeně rozvíjí se stárnutím jedince